# Mszanka (dopływ Moszczanki)
Mszanka – potok, prawostronny dopływ Moszczanki o długości 7,1 km.
Potok płynie w powiecie gorlickim, w województwie małopolskim. Jego źródła znajdują się w Bystrej (gm. wiejska Gorlice). Następnie potok przepływa przez Mszankę (gm. Łużna) i Zagórzany (gm. wiejska Gorlice), gdzie uchodzi do Moszczanki.